# Zekiye Keskin Şatır
Zekiye Keskin Şatır, född 10 juni 1976, är en turkisk bågskytt. Hon deltog vid olympiska sommarspelen 2000, olympiska sommarspelen 2004 och olympiska sommarspelen 2008.